# Чистяков, Виктор Феофанович
Виктор Феофанович Чистяков (10 ноября 1906 — 23 апреля 1959) — командир 2-й эскадрильи — помощник командира 22-го Краснознамённого истребительного авиационного полка истребительной авиационной бригады 1-й армейской группы, старший лейтенант. Герой Советского Союза.

## Биография
Родился 10 ноября 1906 года на хуторе Пески, ныне посёлок Ясиноватского района Донецкой области Украины, в семье рабочего. Русский. Член ВКП(б)/КПСС с 1927 года. Окончил рабфак. Работал на железной дороге.
В Красной Армии с 1931 года. Окончил Луганскую школу военных пилотов.
Участник боёв с японскими милитаристами на реке Халхин-Гол с 23 мая по 29 июля 1939 года.
Командир эскадрильи — помощник командира 22-го истребительного авиационного полка старший лейтенант Виктор Чистяков в воздушных боях сбил три самолёта противника, участвовал в штурмовых ударах по наземным объектам. Был ранен.
Указом Президиума Верховного Совета СССР от 29 августа 1939 года за мужество и героизм, проявленные при выполнении воинского и интернационального долга старший лейтенанту Чистякову Виктору Феофановичу присвоено звание Героя Советского Союза с вручением ордена Ленина. После учреждения знака особого отличия ему была вручена медаль «Золотая Звезда» № 156.
С ноября 1939 года отважный лётчик-истребитель — командир 22-го Краснознамённого истребительного авиаполка, затем 56-го Краснознамённого авиаполка Забайкальского военного округа, а после перевода в Ленинградский военный округ — командует 44-м истребительным авиаполком.
В годы Великой Отечественной войны В. Ф. Чистяков — слушатель Военно-воздушной академии и командир 6-го запасного авиационного полка Приволжского военного округа.
В послевоенные годы генерал-майор авиации Чистяков В. Ф. — начальник тыла авиации Закавказского военного округа. Скончался 23 апреля 1959 года в столице Грузии — городе Тбилиси, где и похоронен.
Награждён орденами Ленина, Красного Знамени, Красной Звезды, медалями, монгольским орденом Боевого Красного Знамени.
Имя Героя присвоено школе № 2 в городе Авдеевка Донецкой области Украины.